# Wow (песня Post Malone)
«Wow» (стилизовано как «Wow.») — песня американского рэпера Post Malone, изданная 24 декабря 2018 года в качестве отдельного сингла звукозаписывающими лейблами Republic.
«Wow» достиг второго места в американском хит-параде Billboard Hot 100, став там шестым хитом Пост Малоуна в лучшей десятке top-10. Он также возглавил чарты Норвегии и Финляндии, и достиг top-10 в таких странах, как Австралия, Великобритания, Канада, Дания, Ирландия, Малайзия, Новая Зеландия, Португалия, Словакия, Чехия, Швеция. Сингл получил платиновый сертификат в Австралии, Великобритании и США.

## История
Пост Малоун заявил ранее в декабре, что он хотел выпустить еще одну «работу» до конца года; его предыдущий сингл был «Sunflower» с Swae Lee, ведущий сингл из саундтрека «Spider-Man: Into the Spider-Verse», HipHop-N-More.
Композиция, в целом, была одобрительно встречена музыкальными экспертами и обозревателями: NME, Billboard.

### Итоговые списки
| Год  | Церемония             | Категория                   | Результат | ссылка |
| ---- | --------------------- | --------------------------- | --------- | ------ |
| 2019 | American Music Awards | Favorite Song — Rap/Hip-Hop | Номинация | [ 6 ]  |
| 2019 | Rockbjörnen           | Foreign Song of the Year    | Номинация | [ 7 ]  |
| 2019 | Teen Choice Awards    | Choice Song: R&B/Hip-Hop    | Номинация | [ 8 ]  |
| 2019 | Teen Choice Awards    | Choice Song From a Movie    | Номинация | [ 8 ]  |

## Коммерческий успех
«Wow» дебютировал на 47-м месте в Billboard Hot 100. В третью неделю трек достиг 11-го места, а позднее поднялся до 4-го места в чарте.
6 апреля 2019 года Post Malone стал 30-м исполнителем за всю 60-летнюю историю Hot 100, кому удалось иметь сразу два сингла в лучшей тройке top-3: «Wow» на № 2 и «Sunflower» на № 3. Ранее этого достигли такие музыканты и группы как 50 Cent, Эйкон, Ашанти, Игги Азалия, The Beatles, Bee Gees, Бейонсе, Джастин Бибер, The Black Eyed Peas, Boyz II Men, Карди Би, Мэрайя Кэри, Дидди, DJ Khaled, Дрейк, Ариана Гранде, Ja Rule, Ludacris, Macklemore & Ryan Lewis, Monica, Nelly, OutKast, Рианна, Донна Саммер, Тейлор Свифт, T.I., The Weeknd, Фаррелл Уильямс и Usher.
Одновременно, 6 апреля «Wow» возглавил хип-хоп чарты R&B/Hip-Hop Songs и Hot Rap Songs, став там четвёртыми чарттопперами в каждом и сместив с вершины «Sunflower».

## Музыкальное видео
Музыкальное видео для «Wow» вышло 19 марта 2019 на аккаунте Малоуна на YouTube. В нём участвуют Red Hot Chili Peppers, DJ Khaled и Mike Alancourt. Режиссёр James DeFina.

## Чарты
| Чарт (2019)                                 | Высшая позиция |
| ------------------------------------------- | -------------- |
| Австралия (ARIA)                            | 2              |
| Австрия (Ö3 Austria Top 40)                 | 13             |
| Бельгия/Фландрия (Ultratop 50)              | 20             |
| Бельгия/Валлония (Ultratop 50)              | 46             |
| Канада (Billboard Canadian Hot 100)         | 3              |
| Канада (Billboard CHR/Top 40)               | 12             |
| Чехия (Singles Digitál Top 100)             | 6              |
| Дания Denmark (Tracklisten)                 | 2              |
| Эстония Estonia (IFPI)                      | 2              |
| Финляндия (Suomen virallinen lista)         | 1              |
| France (SNEP)                               | 75             |
| Германия (GfK)                              | 16             |
| Greece International Digital Singles (IFPI) | 2              |
| Венгрия (Stream Top 40)                     | 2              |
| Ireland (IRMA)                              | 2              |
| Italy (FIMI)                                | 15             |
| Lebanon (Lebanese Top 20)                   | 14             |
| Malaysia (RIM)                              | 8              |
| Нидерланды (Single Top 100)                 | 21             |
| New Zealand (Recorded Music NZ)             | 1              |
| Norway (VG-lista)                           | 1              |
| Португалия (AFP)                            | 4              |
| Romania (Airplay 100)                       | 68             |
| Шотландия (OCC Scotland)                    | 20             |
| Singapore (RIAS)                            | 12             |
| Словакия (Singles Digitál Top 100)          | 2              |
| Spain (PROMUSICAE)                          | 48             |
| Sweden (Sverigetopplistan)                  | 2              |
| Швейцария (Schweizer Hitparade)             | 11             |
| Великобритания (OCC UK Singles)             | 3              |
| Великобритания (OCC UK Hip Hop/R&B)         | 1              |
| США (Billboard Hot 100)                     | 2              |
| США (Billboard Dance Club Songs)            | 42             |
| США (Billboard Hot R&B/Hip-Hop Songs)       | 1              |
| США (Billboard Pop Airplay)                 | 1              |
| США (Billboard Rhythmic)                    | 1              |
| США (Billboard Dance/Mix Show Airplay)      | 5              |
| US Rolling Stone 100                        | 16             |

Wow (Remix)
| Чарт (2019)                    | Высшая позиция |
| ------------------------------ | -------------- |
| New Zealand Hot Singles (RMNZ) | 13             |

## Сертификации
| Регион | Сертификация  | Продажи   |
| --- | ------------- | --------- |
| Австралия (ARIA) | 3× Платиновый | 210 000   |
| Новая Зеландия (RMNZ) | 2× Платиновый | 60 000    |
| Испания (PROMUSICAE) | Золотой       | 20 000    |
| Великобритания (BPI) | 3× Платиновый | 1 800 000 |
| США (RIAA) | Платиновый    | 1 000 000 |
| * Данные о продажах приведены только на основе сертификации. · ^ Данные о тиражах приведены только на основе сертификации. · Данные о продажах + прослушиваниях приведены только на основе сертификации. |               |           |